# Trungy
Trungy est une commune française, située dans le département du Calvados en région Normandie, peuplée de 212 habitants.

## Géographie
La commune est située à huit kilomètres au sud de Bayeux, sur l'Aure et l'Aurette.
| Saint-Paul-du-Vernay                        | Juaye-Mondaye                                           | Juaye-Mondaye                       |
| Saint-Paul-du-Vernay                        | Trungy                                                  | Juaye-Mondaye                       |
| Aurseulles (comm. dél. de Torteval-Quesnay) | Aurseulles (comm. dél. de Torteval-Quesnay et Longraye) | Aurseulles (comm. dél. de Longraye) |

### Hydrographie
La commune est située dans le bassin Seine-Normandie. Elle est drainée par l'Aure, l'Aurette et divers autres petits cours d'eau,.
L'Aure, d'une longueur de 82 km, prend sa source dans la commune de Caumont-sur-Aure et se jette  dans la Vire en limite d'Osmanville, Isigny-sur-Mer et Carentan-les-Marais, après avoir traversé 26 communes. 
L'Aurette, d'une longueur de 12 km, prend sa source dans la commune de Sainte-Honorine-de-Ducy et se jette  dans l'Aure sur la commune, après avoir traversé six communes. 

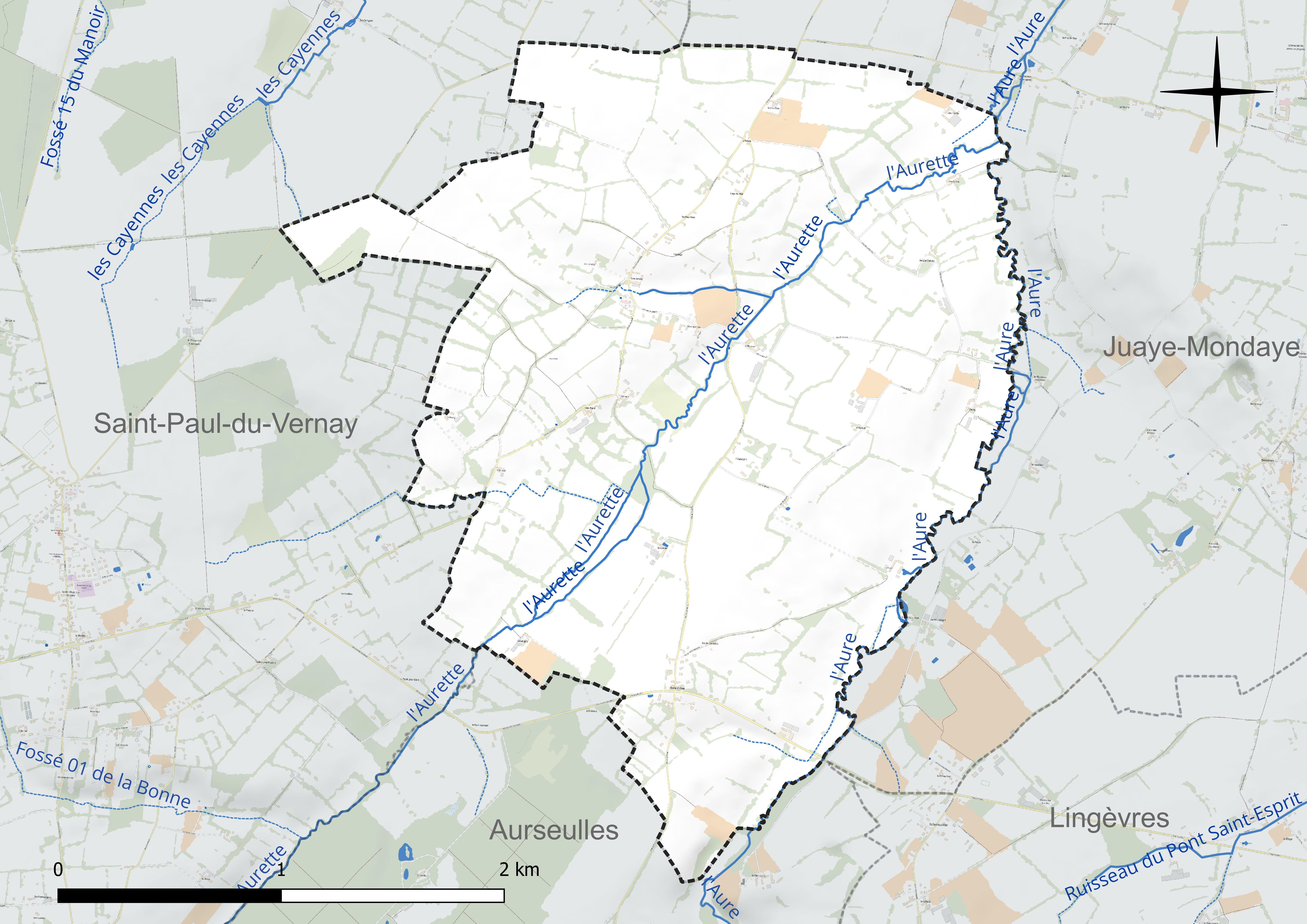
Réseau hydrographique de Trungy.

### Climat
Pour des articles plus généraux, voir Climat de la Normandie et Climat du Calvados.
En 2010, le climat de la commune est de type climat océanique franc, selon une étude du CNRS s'appuyant sur une série de données couvrant la période 1971-2000. En 2020, Météo-France publie une typologie des climats de la France métropolitaine dans laquelle la commune est exposée à un climat océanique et est dans la région climatique  Normandie (Cotentin, Orne), caractérisée par une pluviométrie relativement élevée (850 mm/a) et un été frais (15,5 °C) et venté. Parallèlement le GIEC normand, un groupe régional d'experts sur le climat, différencie quant à lui, dans une étude de 2020, trois grands types de climats pour la région Normandie, nuancés à une échelle plus fine par les facteurs géographiques locaux. La commune est, selon ce zonage, exposée à un « climat des plateaux abrités », correspondant à la plaine agricole de Caen à Falaise, sous le vent des collines de Normandie et proche de la mer, se caractérisant par une pluviométrie et des contraintes thermiques modérées.
Pour la période 1971-2000, la température annuelle moyenne est de 10,6 °C, avec  une amplitude thermique annuelle de 11,9 °C. Le cumul annuel moyen de précipitations est de 796 mm, avec 12,6 jours de précipitations en janvier et 7,5 jours en juillet. Pour la période 1991-2020, la température moyenne annuelle observée sur la station météorologique la plus proche, située sur la commune de Balleroy-sur-Drôme à 9 km à vol d'oiseau, est de 11,2 °C et le cumul annuel moyen de précipitations est de 924,3 mm,. Pour l'avenir, les paramètres climatiques de la commune estimés pour 2050 selon différents scénarios d'émission de gaz à effet de serre sont consultables sur un site dédié publié par Météo-France en novembre 2022.

## Urbanisme

### Typologie
Au 1er janvier 2024, Trungy est catégorisée commune rurale à habitat dispersé, selon la nouvelle grille communale de densité à 7 niveaux définie par l'Insee en 2022.
Elle est située hors unité urbaine. Par ailleurs la commune fait partie de l'aire d'attraction de Caen, dont elle est une commune de la couronne,. Cette aire, qui regroupe 296 communes, est catégorisée dans les aires de 200 000 à moins de 700 000 habitants,.

### Occupation des sols
L'occupation des sols de la commune, telle qu'elle ressort de la base de données européenne d'occupation biophysique des sols Corine Land Cover (CLC), est marquée par l'importance des territoires agricoles (99,7 % en 2018), une proportion identique à celle de 1990 (99,7 %). La répartition détaillée en 2018 est la suivante : 
prairies (59,2 %), terres arables (33,4 %), zones agricoles hétérogènes (7 %), forêts (0,3 %). L'évolution de l'occupation des sols de la commune et de ses infrastructures peut être observée sur les différentes représentations cartographiques du territoire : la carte de Cassini (XVIIIe siècle), la carte d'état-major (1820-1866) et les cartes ou photos aériennes de l'IGN pour la période actuelle (1950 à aujourd'hui).

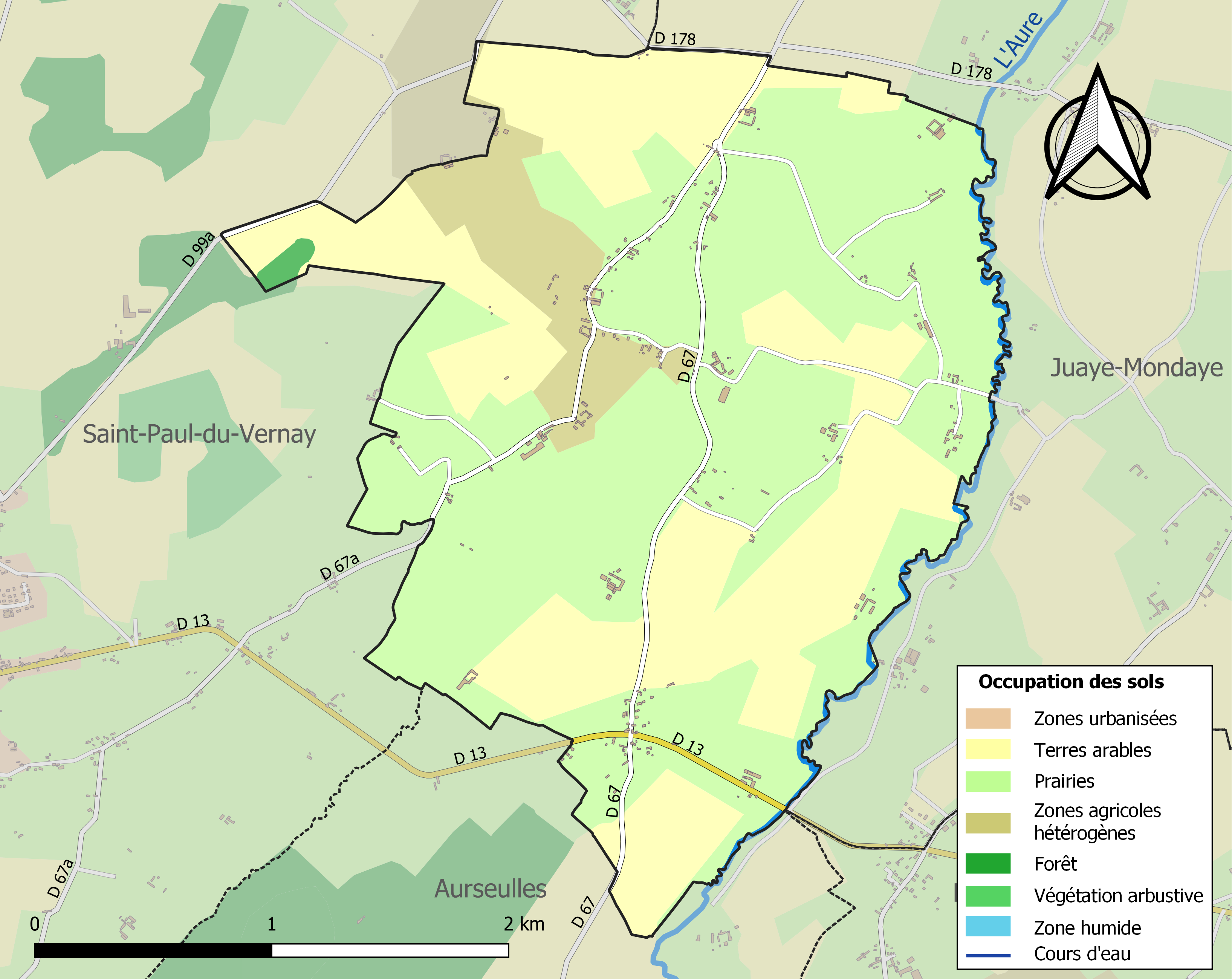
Carte des infrastructures et de l'occupation des sols de la commune en 2018 (CLC).

## Toponymie
Le nom de la localité est attesté sous la forme Trungei vers 1040. Le toponyme serait issu d'un anthroponyme roman tel que Trunnius.
Le gentilé est Trungien.

## Politique et administration
| Période                                  | Période    | Identité       | Étiquette | Qualité          |
| ---------------------------------------- | ---------- | -------------- | --------- | ---------------- |
| 1989                                     | avril 2014 | Serge Philipot | SE        | Commercial       |
| avril 2014                               | En cours   | Bernard Pacary | SE        | Retraité d'usine |
| Les données manquantes sont à compléter. |            |                |           |                  |

Le conseil municipal est composé de onze membres dont le maire et deux adjoints.

## Démographie
L'évolution du nombre d'habitants est connue à travers les recensements de la population effectués dans la commune depuis 1793. Pour les communes de moins de 10 000 habitants, une enquête de recensement portant sur toute la population est réalisée tous les cinq ans, les populations de référence des années intermédiaires étant quant à elles estimées par interpolation ou extrapolation. Pour la commune, le premier recensement exhaustif entrant dans le cadre du nouveau dispositif a été réalisé en 2006.
En 2022, la commune comptait 212 habitants, en évolution de −2,75 % par rapport à 2016 (Calvados : +1,58 %, France hors Mayotte : +2,11 %).
Trungy a compté jusqu'à 465 habitants en 1851 et 1861.
| 1793 | 1800 | 1806 | 1821 | 1831 | 1836 | 1841 | 1846 | 1851 |
| ---- | ---- | ---- | ---- | ---- | ---- | ---- | ---- | ---- |
| 450  | 317  | 443  | 441  | 412  | 428  | 435  | 441  | 465  |

| 1856 | 1861 | 1866 | 1872 | 1876 | 1881 | 1886 | 1891 | 1896 |
| ---- | ---- | ---- | ---- | ---- | ---- | ---- | ---- | ---- |
| 458  | 465  | 414  | 412  | 379  | 368  | 354  | 357  | 293  |

| 1901 | 1906 | 1911 | 1921 | 1926 | 1931 | 1936 | 1946 | 1954 |
| ---- | ---- | ---- | ---- | ---- | ---- | ---- | ---- | ---- |
| 324  | 299  | 294  | 285  | 279  | 259  | 265  | 247  | 245  |

| 1962 | 1968 | 1975 | 1982 | 1990 | 1999 | 2006 | 2011 | 2016 |
| ---- | ---- | ---- | ---- | ---- | ---- | ---- | ---- | ---- |
| 250  | 268  | 212  | 209  | 209  | 234  | 219  | 227  | 218  |

| 2021 | 2022 | - | - | - | - | - | - | - |
| ---- | ---- | - | - | - | - | - | - | - |
| 211  | 212  | - | - | - | - | - | - | - |

## Économie
La commune se situe dans la zone géographique des appellations d'origine protégée (AOP) Beurre d'Isigny et Crème d'Isigny.

## Lieux et monuments
- Église paroissiale Saint-Vigor du XIIIe siècle. Elle abrite deux sculptures de saint Vigor et saint Jean-Baptiste du XVe siècle, des fonts baptismaux de style gothique du XIIIe et des stalles du XVe, œuvres classées à titre d'objets monuments historiques[28].
- Lavoir sur l'Aurette, au Rosnay.

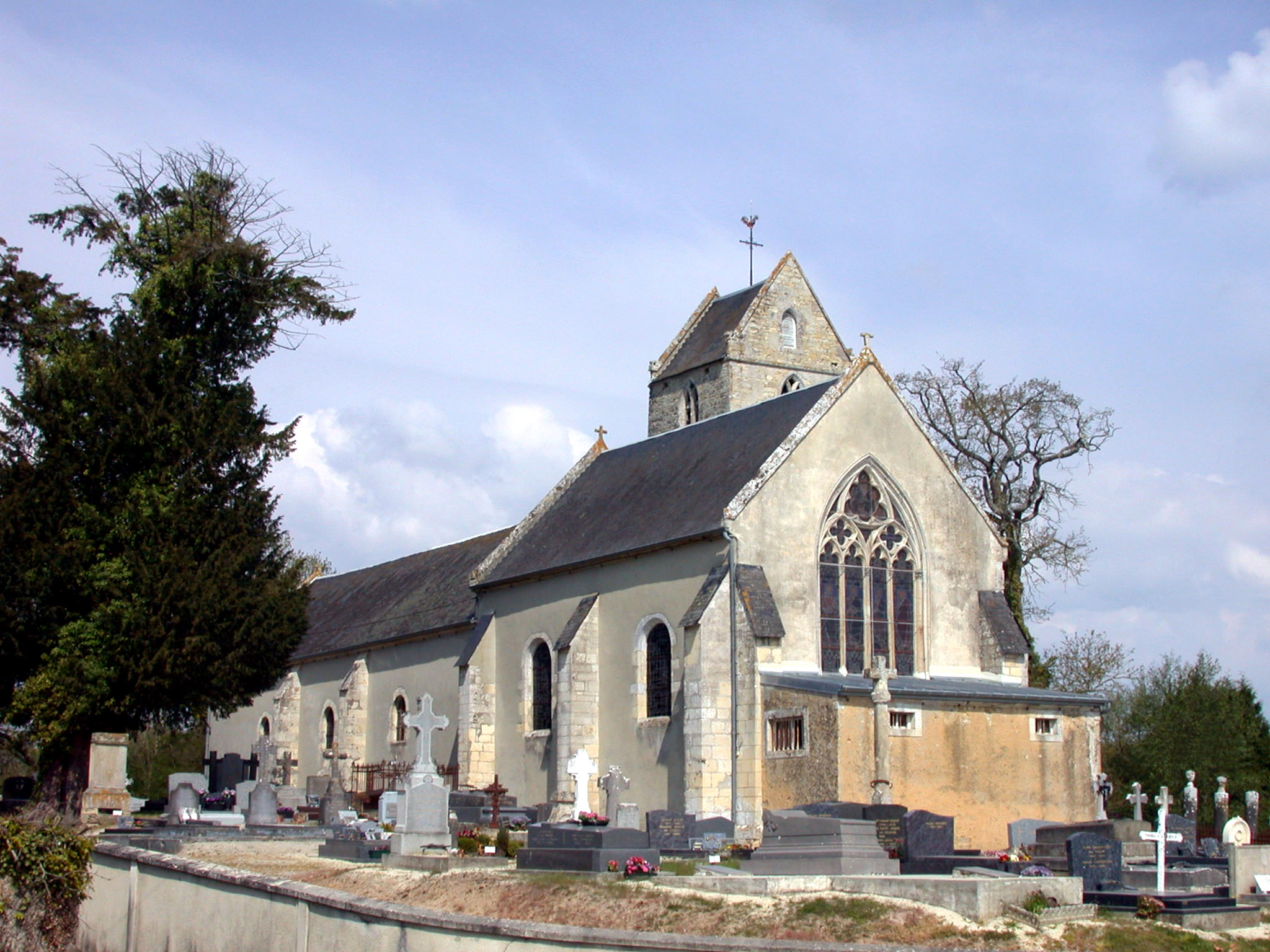
L'église Saint-Vigor.
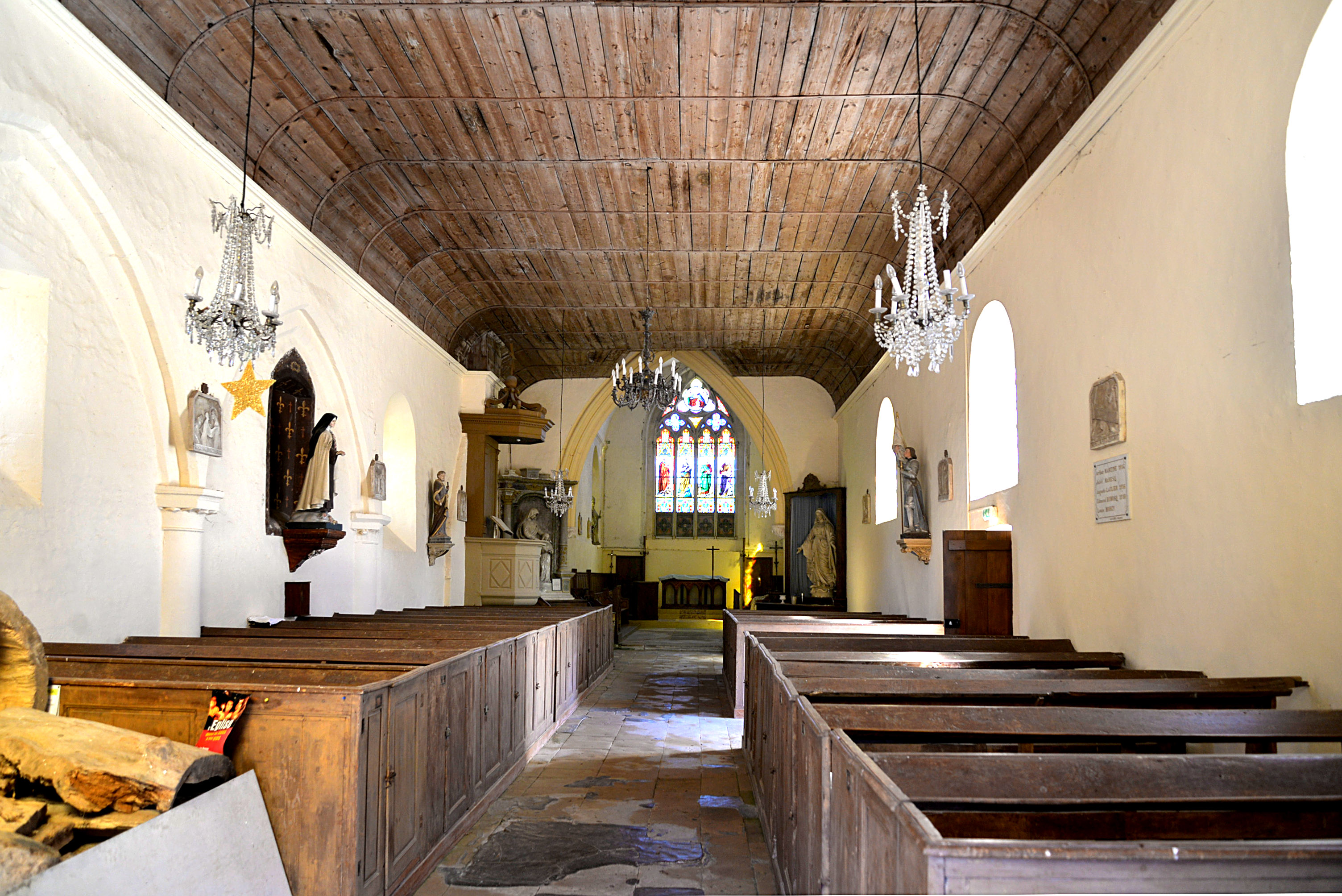
La nef de l'église Saint-Vigor.
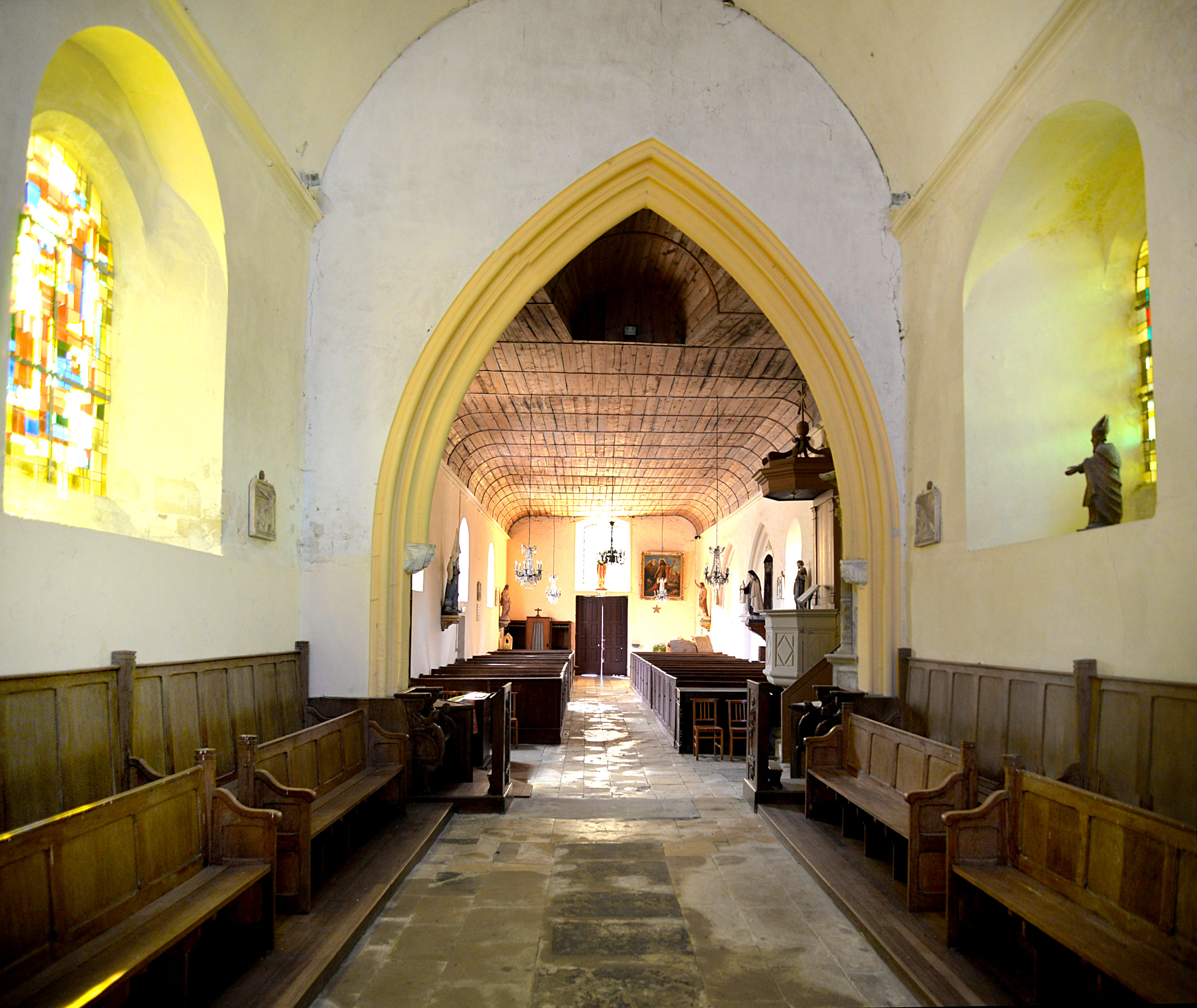
La nef depuis le chœur de l'église Saint-Vigor.
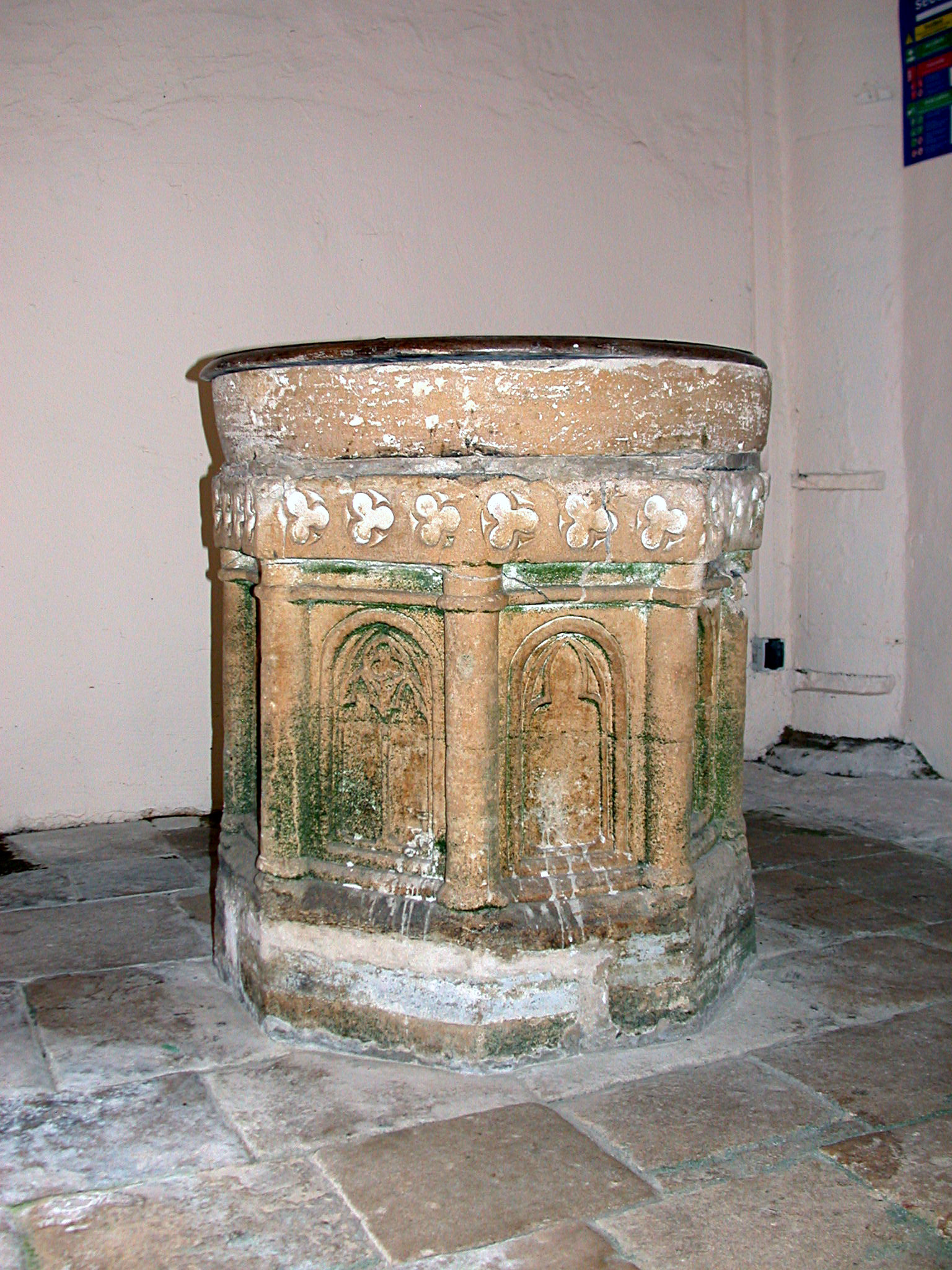
Les fonts baptismaux de l'église Saint-Vigor.
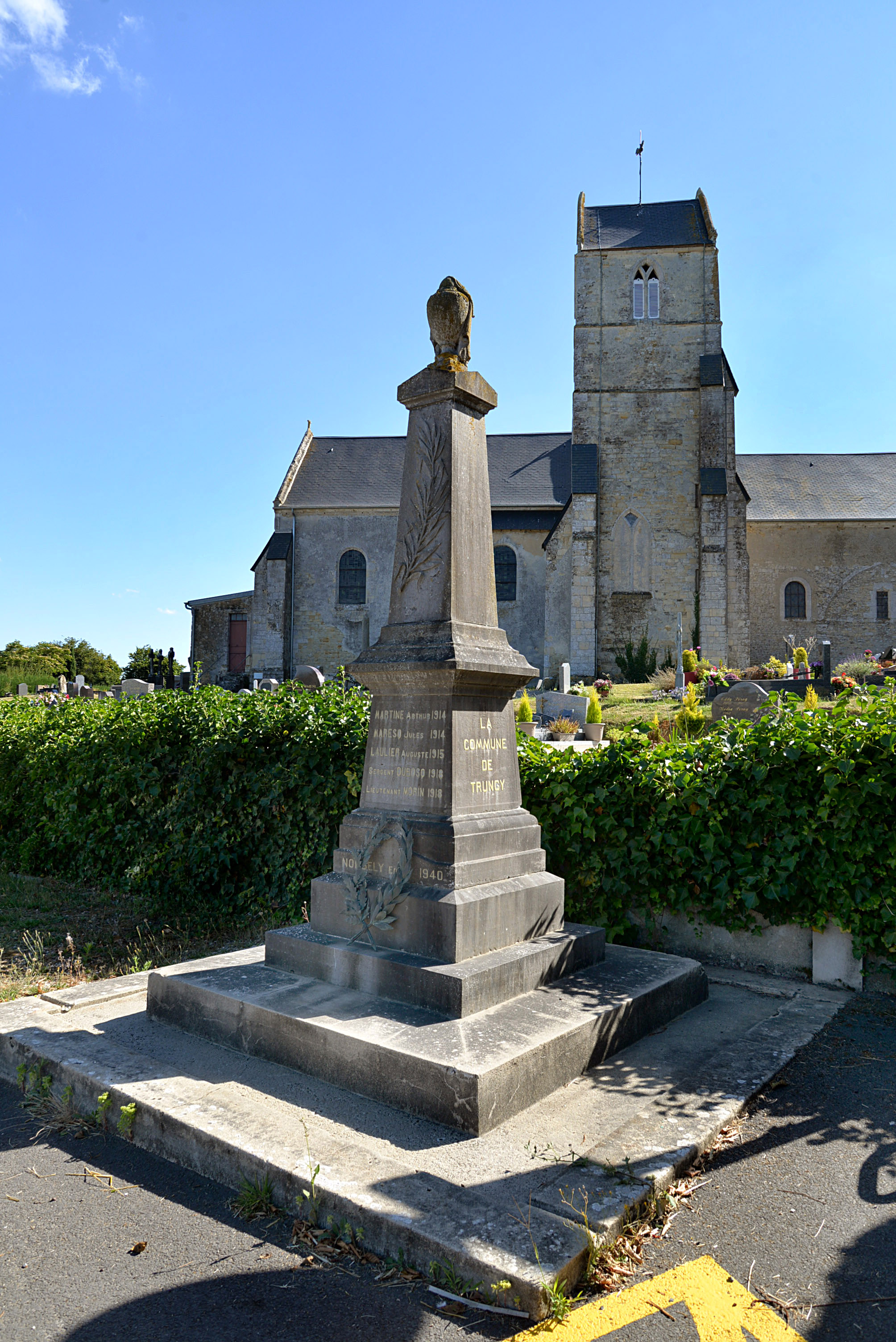
Le monument aux morts.